# Frank van Beers
F.H.J.M. (Frank) van Beers (26 juli 1955) is een Nederlands politicus namens het CDA.
In 1994 werd hij wethouder van de toenmalige gemeente Rosmalen. Toen dat in 1996 opging in 's-Hertogenbosch werd hij daar wethouder. Vijf jaar later volgde zijn benoeming tot burgemeester van de gemeente Mill en Sint Hubert en weer vijf jaar later werd hij benoemd tot burgemeester van Boxtel. Kort na zijn herbenoeming in 2012 werd bekend dat Van Beers het burgemeesterschap per augustus 2012 zou verruilen voor een functie als bestuurvoorzitter bij Cello, een regionale gezondheidsorganisatie voor mensen met een veelal verstandelijke beperking.